# Lijkschouw
Een lijkschouw of lijkschouwing is letterlijk het 'schouwen' van een lijk. Hierbij wordt onderscheid gemaakt tussen uitwendige en inwendige lijkschouw. De inwendige lijkschouw wordt ook wel autopsie, sectie of obductie genoemd. Als een lijk – bijvoorbeeld door een ongeval – al geopend is, vervaagt de grens tussen beide typen lijkschouw.
De uitwendige lijkschouw bij de mens – in dit artikel verder 'lijkschouw' te noemen – betreft een onderzoek aan het lijk waarbij het lijk alleen uitwendig wordt onderzocht maar niet wordt geopend. Tot de uitwendige lijkschouw wordt ook gerekend het met een naald of katheter afnemen van lichaamsvocht of -weefsel, of het binnendringen met een thermometer of een ander instrument, als dit ten dienste staat van de lijkschouw.

## Doel van de lijkschouw
Bij elk overlijden is het nodig dat zorgvuldig onderzoek wordt verricht naar de aard en wijze van overlijden. Het doel hiervan is om vast te kunnen stellen of er sprake is van een niet-natuurlijke doodsoorzaak (zoals misdrijven en ongevallen) waarop verdere actie dient te worden ondernomen en daarnaast is er bij nabestaanden en behandelaars vaak de vraag wat de oorzaak van de dood is geweest en kan een antwoord daarop helpen bij rouwverwerking en het kan bovendien leerzaam zijn voor behandelaars.

## Onderzoek naar natuurlijk of niet-natuurlijk overlijden
Alvorens een lijk wordt geschouwd, dient eerst de dood te worden vastgesteld. Immers: zolang dit niet is gebeurd, is er geen sprake van een lijk. In de Nederlandse wet is overigens niet vastgesteld wie de dood vast kan stellen; iedereen kan dat dus doen.
De wet schrijft voor dat zo spoedig mogelijk na het overlijden een lijkschouw wordt verricht door de behandelend arts. Dat is in de regel de arts die hoofdbehandelaar was van een patiënt tot aan diens overlijden, maar in het geval iemand niet onder behandeling was, is dat doorgaans de huisarts. Als het overlijden gebeurt terwijl deze arts niet beschikbaar is, kan dit ook worden overgenomen door diens waarnemer (bijvoorbeeld de arts van de huisartsenpost).
De schouwend arts overtuigt zich ervan dat er sprake is van een natuurlijk overlijden. 
Een op het oog natuurlijke doodsoorzaak in periode van genezing van een trauma (bijvoorbeeld bedcomplicaties zoals een longontsteking of bloedvergiftiging door doorliggen) of als sprake is van overlijden van een persoon die eerder trauma heeft ondergaan (bijvoorbeeld bedcomplicaties bij een comapatiënt waarbij het coma is ontstaan door een eerder trauma) dient te worden benaderd als een (vermoedelijk) niet-natuurlijk overlijden.
Als de schouwend arts overtuigd is van een natuurlijk overlijden, dan kan deze arts de schouw voortzetten en de overlijdenspapieren, te weten een verklaring van overlijden en een doodsoorzaakverklaring, invullen. 
Als de arts constateert dat er geen sprake is van een natuurlijk overlijden, of er is twijfel hieromtrent, dan is vanaf dat moment het lijk van rechtswege 'in beslag genomen'. Dat houdt in dat er aan het lijk en de omgeving niets mag worden veranderd, en dat terstond een gemeentelijk lijkschouwer wordt ingelicht, die dan de schouw en vervolgacties overneemt. In de praktijk zal de gemeentelijk lijkschouwer dan vaak ook de politie (forensische opsporing) erbij vragen. De reden dat er aan een in beslag genomen lijk niets meer mag worden gedaan, is dat er anders sporen van een mogelijk misdrijf, ongeval of behandelfout verloren kunnen gaan.
Als op voorhand duidelijk is dat er sprake is van een niet-natuurlijke dood, dan is de politie daar meestal al vanaf het begin bij betrokken en wordt uit praktische overwegingen direct de gemeentelijk lijkschouwer ingeschakeld, die achteraf de behandelend arts inlicht.
Een bijzondere situatie is die van de lijkvinding, dat wil zeggen dat de plaats of datum van overlijden niet voldoende nauwkeurig kan worden vastgesteld. Als de behandelend arts de overtuiging heeft dat het om een natuurlijk overlijden gaat, kan hij de schouw verrichten, met dien verstande dat hij de politie moet inschakelen, die dan een proces-verbaal van lijkvinding opstelt en naar de gemeente stuurt. Als de schouwend arts niet overtuigd is van een natuurlijk overlijden, of als er onvoldoende duidelijkheid is over de plaats of datum waarop het overlijden heeft plaatsgevonden, dan wordt de schouw doorgaans aan de gemeentelijk lijkschouwer overgedragen.

## De lijkschouw zelf
De schouwend arts onderzoekt het lijk daartoe zover als nodig is om tot een redelijke conclusie te kunnen komen omtrent de doodsoorzaak. In sommige gevallen kan het onderzoek zeer beperkt worden gehouden (bijvoorbeeld bij iemand met een uitbehandelde dodelijke ziekte, waarvan het overlijden onvermijdelijk was geworden, of in geval van euthanasie); soms is minutieus of uitgebreid onderzoek nodig. Dit kan onderzoek zijn aan het lichaam, middels observatie en palpatie, maar het kan ook voorkomen dat verslagen van recente artsencontacten of uitslagen van recente bloed- of röntgenonderzoeken daarbij wordt betrokken. Ook kan een gesprek met omstanders en naasten zinvolle informatie opleveren.
Het onderzoek door een gemeentelijk lijkschouwer zal in de regel uitgebreider zijn dan een schouw door de behandelend arts, omdat het dan gaat om complexere zaken. Vaak wordt het lijk daartoe overgebracht naar een mortuarium van een ziekenhuis of naar een uitvaartcentrum, waar de omstandigheden voor een lijkschouw beter zijn.
- Als uit de lijkschouw blijkt dat er sprake is van een natuurlijke doodsoorzaak dan kunnen door de schouwend arts de overlijdenspapieren worden ingevuld. Als er sprake was van een inbeslagname dan is dat beslag weer opgeheven. Als nabestaanden en behandelaars toch nog vragen hebben ten aanzien van het overlijden, dan kunnen zij eventueel besluiten tot een autopsie (die in dit geval meestal 'obductie' wordt genoemd).
- Als de gemeentelijk lijkschouwer een niet-natuurlijke doodsoorzaak vaststelt, dan zal hij overleggen met de officier van justitie, die zal besluiten wat er verder zal dienen te gebeuren. In sommige gevallen zal de officier besluiten het onderzoek meteen af te ronden, bijvoorbeeld in het geval dat direct duidelijk is wat de omstandigheden waren van de niet-natuurlijke dood. In andere situaties zal nader onderzoek plaatsvinden, bijvoorbeeld toxicologisch of radiologisch onderzoek, of een autopsie (die in dit geval meestal 'gerechtelijke sectie' wordt genoemd). In Nederland gebeurt dat in de regel bij het Nederlands Forensisch Instituut te Den Haag. Als het hele onderzoek naar de doodsoorzaak is afgerond, zal de officier van justitie het lichaam 'vrijgeven' en een verklaring van “geen bezwaar tot begraven of cremeren" naar de gemeente sturen.
- Een speciale situatie is er sinds 1 januari 2010 bij het overlijden van een minderjarige. Volgens de wet op de lijkbezorging is de schouwend arts dan altijd verplicht om te overleggen met de gemeentelijk lijkschouwer. Als uit dat overleg blijkt dat er geen twijfel bestaat dat het een natuurlijk overlijden betreft, dan kan de behandelend arts zelf de overlijdenspapieren invullen. Bij een evident niet-natuurlijk overlijden komt de gemeentelijk lijkschouwer die taak overnemen. Als uit het overleg tussen behandelend arts en gemeentelijk lijkschouwer blijkt dat er twijfel bestaat ten aanzien van de al dan niet natuurlijke aard van het overlijden, bijvoorbeeld als er sprake is van wiegendood, of een verdenking op verwaarlozing of kindermishandeling, dan kan de gemeentelijk lijkschouwer de zogenoemde NODOK-procedure (Nader Onderzoek DoodsOorzaak Kinderen, vroeger NODO-procedure genoemd) in werking stellen. Het onderzoek wordt dan voortgezet door gespecialiseerde artsen.